# Sidowayah (Pancur)
Sidowayah is een bestuurslaag in het regentschap Rembang van de provincie Midden-Java, Indonesië. Sidowayah telt 900 inwoners (volkstelling 2010).